# Państwowa Akademia Nauk Stosowanych im. ks. Bronisława Markiewicza w Jarosławiu

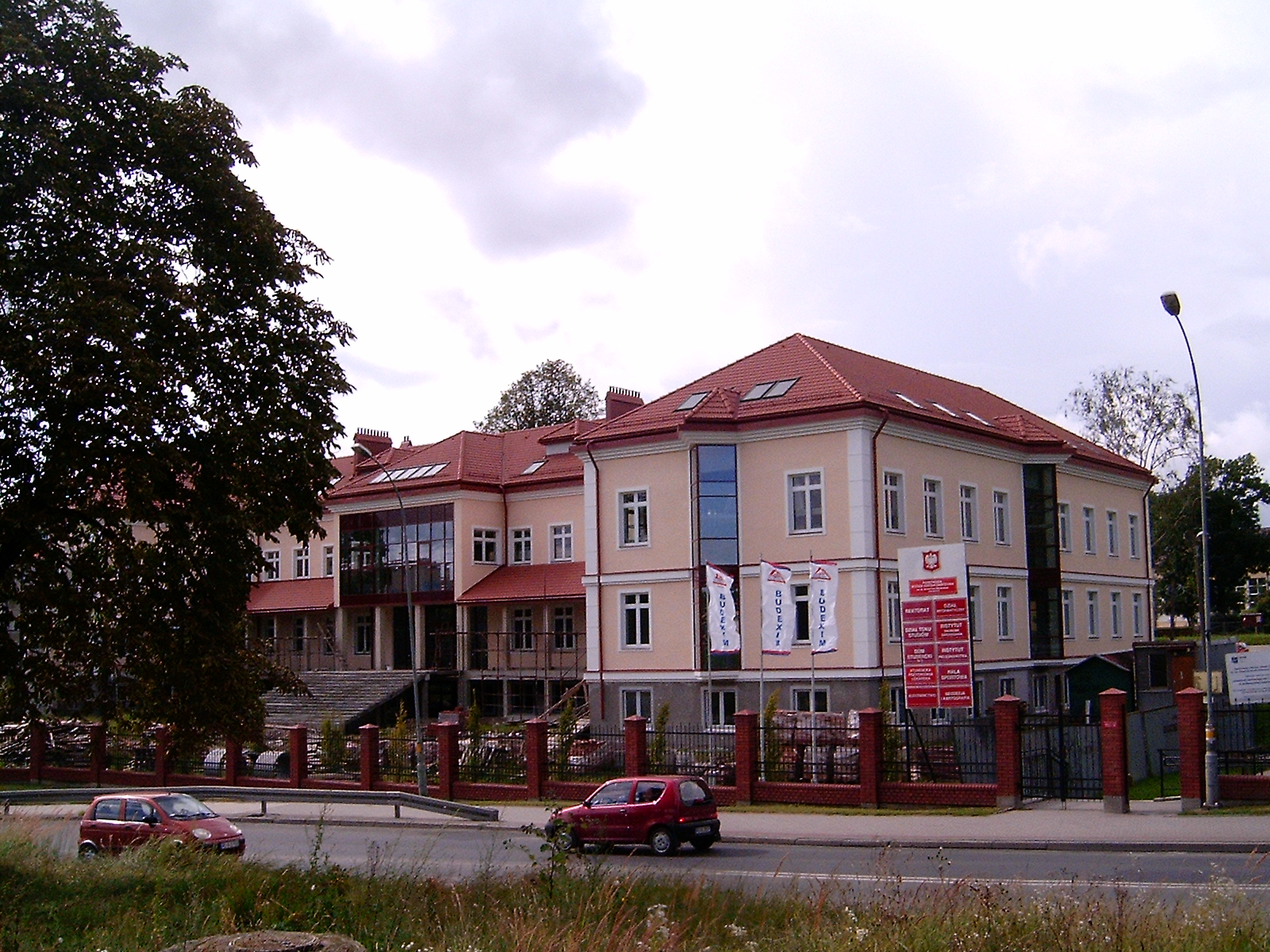
Budynek biblioteki w trakcie budowy

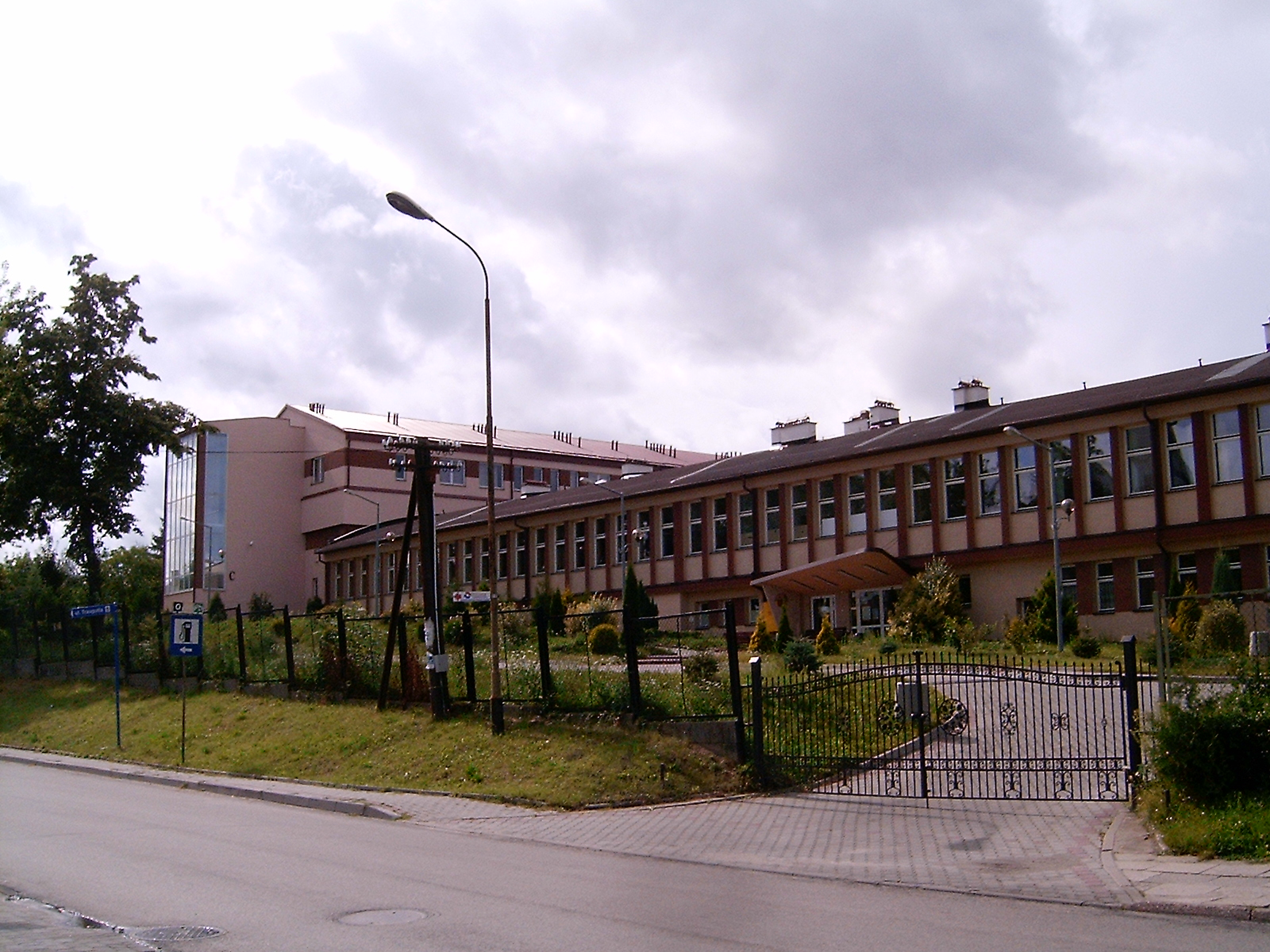
Budynek Instytutu Humanistycznego

Państwowa Akademia Nauk Stosowanych im. ks. Bronisława Markiewicza w Jarosławiu (PANS w Jarosławiu) – publiczna uczelnia zawodowa na Podkarpaciu, w latach 2010–2023 o nazwie Państwowa Wyższa Szkoła Techniczno-Ekonomiczna im. ks. Bronisława Markiewicza w Jarosławiu, a wcześniej, w latach 1998–2010, Państwowa Wyższa Szkoła Zawodowa im. ks. Bronisława Markiewicza w Jarosławiu.
PANS w Jarosławiu została założona w 1998 przez Antoniego Jarosza na podstawie ustawy z dnia 26 czerwca 1997 o wyższych szkołach zawodowych.
Uczelnia oferuje bezpłatne studia stacjonarne oraz niestacjonarne. Kształci studentów na poziomie licencjackim, inżynierskim, magisterskim, jednolitym magisterskim oraz prowadzi studia podyplomowe. W zakresie dydaktyki PANS w Jarosławiu współpracuje z Akademią Górniczo-Hutniczą w Krakowie, Politechniką Krakowską, Uniwersytetem Ekonomicznym w Krakowie i Uniwersytetem Rzeszowskim.

## Władze

### Poczet rektorów PWSTE w Jarosławiu
- 1 sierpnia 1998 – 20 września 2005 Antoni Jarosz
- 20 września – 5 października 2005 Łukasz Czuma
- 6 października 2005 – 31 sierpnia 2007 Roman Fedan
- 1 września 2007 – 31 sierpnia 2011 Zbigniew Makieła
- 1 września 2011 – 31 sierpnia 2015 Wacław Wierzbieniec
- 1 września 2015 – 31 sierpnia 2024 – Krzysztof Rejman
- od 1 września 2024 – Beata Rejman[4]

### Poczet prorektorów PWSTE w Jarosławiu
- 1 września 1999 – 30 września 2000 Krzesław Stokłosa
- 1 lutego – 1 czerwca 2000 Wacław Kotliński
- 11 listopada 2000 – 20 października 2005 Łukasz Czuma
- 18 marca – 20 marca 2002 Janusz Hamryszczak
- 1 sierpnia 2003 – 9 października 2005 Maria Laska
- 21 października 2005 – 31 sierpnia 2015 Krzysztof Rejman prorektor ds. studenckich i organizacyjnych
- 14 października 2005 – 31 sierpnia 2007 Zbigniew Makieła prorektor ds. naukowo-dydaktycznych
- 1 września 2007 – 30 września 2011 Andrzej Wożniak prorektor ds. naukowo-dydaktycznych
- 1 września 2007 – 30 września 2009 Zbigniew Suraj prorektor ds. rozwoju nauki
- 1 września 2011 – 31 sierpnia 2015 Czesław Lewicki prorektor ds. naukowo-dydaktycznych
- 16 listopada 2011 – 19 stycznia 2012 Tadeusz Bąk prorektor ds. rozwoju i organizacji nauki
- od 1 września 2015 – Dorota Dejniak prorektor ds. dydaktycznych
- od 1 września 2015 – Ryszard Pukała prorektor ds. studenckich

### Poczet kanclerzy PWSTE w Jarosławiu
- 1 sierpnia 1998 – 31 marca 1999 Bogusław Piotrowski
- 1 kwietnia 1999 – 31 maja 1999 Tomasz Kulesza
- 1 czerwca 1999 – 17 października 1999 Marek Jasiewicz
- 2 listopada 1999 – 30 września 2000 Janusz Szara
- 29 października 2001 – 31 grudnia 2001 Andrzej Zapałowski
- 2 stycznia 2002 – 10 lipca 2002 Janusz Szara
- 11 lipca 2002 – 30 września 2003 Zofia Kukła
- 15 października 2003 – 9 lutego 2004 Janusz Cholewa
- 10 lutego 2004 – 31 sierpnia 2007 Mariusz Jucha
- 1 września 2007 – 10 lutego 2010 Alicja Kłos
- 1 kwietnia 2010 – 31 sierpnia 2011 Andrzej Kępka
- 1 września 2011 – 31 lipca 2012 Mieczysław Doskocz
- 1 sierpnia 2012 – 30 kwietnia 2016 Robert Wiśniewski
- 19 października 2015 – 31 marca 2017 Adam Lis
- od 28 kwietnia 2017 – Mariusz Dudek

## Struktura
Źródło:

### Wydziały
- Wydział Ekonomii i Zarządzania
- Wydział Humanistyczny
- Wydział Inżynierii Technicznej
- Wydział Ochrony Zdrowia
- Wydział Stosunków Międzynarodowych

### Jednostki międzyinstytutowe
Źródło:
- Studium Wychowania Fizycznego
- Studium Języków Obcych

### Inne jednostki
- Biblioteka
- Wydawnictwo

### Organizacje studenckie
- Uczelniany Samorząd Studencki
- Klub akademicki AZS
- Duszpasterstwo akademickie
- Koło Naukowe Fokus przy Instytucie Zarządzania
- Koło Naukowe Zarządzania Gospodarką Turystyczną Voyager
- Koło Naukowe Pedagogów i Terapeutów
- Koło Naukowe Europeistów
- Koło Naukowe Informatyków
- Koło Naukowe Geodetów Poligon

## Czasopisma naukowe
- Rocznik – Podkarpackie Forum Filologiczne seria Literatura i Kultura
- Rocznik – Podkarpackie Forum Filologiczne seria Językoznawstwo
- Kwartalnik – Geomatyka i Inżynieria

## Kierunki kształcenia
Źródło
- Wydział Ekonomii i Zarządzania
  - Zarządzanie
  - Finanse i Rachunkowość
  - Bezpieczeństwo wewnętrzne

- Wydział Humanistyczny
  - Filologia
  - Pedagogika przedszkolna i wczesnoszkolna
  - Psychologia

- Wydział Inżynierii Technicznej
  - Informatyka
  - Geodezja i Kartografia
  - Budownictwo
  - Logistyka i spedycja
  - Automatyka i elektronika praktyczna

- Wydział Ochrony Zdrowia
  - Pielęgniarstwo
  - Kosmetologia
  - Ratownictwo medyczne
  - Praca socjalna

- Wydział Stosunków Międzynarodowych
  - Administracja
  - Prawo w biznesie i sektorze publicznym

W 2019 r. uruchomiony został pierwszy kierunek na studiach jednolitych magisterskich – Pedagogika przedszkolna i wczesnoszkolna.
Uczelnia proponuje również kształcenie podyplomowe.

## Literatura
- Państwowa Wyższa Szkoła Techniczno-Ekonomiczna (1998-2013) Jubileusz 15-lecia Alma Mater Jaroslaviensis, Jarosław 2013